# Malasia en los Juegos Olímpicos de Pekín 2008
Malasia estuvo representada en los Juegos Olímpicos de Pekín 2008 por un total de 32 deportistas, 18 hombres y 14 mujeres, que compitieron en 10 deportes.
El portador de la bandera en la ceremonia de apertura fue el ciclista Azizulhasni Awang.

## Medallistas
El equipo olímpico malasio obtuvo las siguientes medallas:
| Nombre        | Deporte   | Competición  |
| ------------- | --------- | ------------ |
| Oro           |           |              |
| —             |           |              |
| Plata         |           |              |
| Lee Chong Wei | Bádminton | Individual M |
| Bronce        |           |              |
| —             |           |              |